# Anglo-Afrikanen
De Anglo-Afrikanen zijn een deel van de Zuid-Afrikaanse bevolking en zijn nazaten van Britse kolonisten. Ze wonen naast Zuid-Afrika ook in Namibië, Zambia, Zimbabwe en enkele omliggende landen.
De Engelse kolonisten kwamen begin negentiende eeuw massaal naar Afrika, nadat de Britten de Kaapkolonie van de Nederlanders hadden veroverd. Ze kwamen in hevige conflict met de Boeren (destijds de benaming voor Afrikaners, de nazaten van Nederlandse kolonisten) en de inheemse Zuid-Afrikanen (zoals de Zoeloes).
De Anglo-Afrikanen verspreidden zich ook over andere Britse koloniën zoals Botswana (destijds Bechuanaland), Rhodesië, Basutoland en Swaziland.
Het Zuid-Afrikaans Engels heeft veel verschillende invloeden van Bantoe-talen, Nederlands en Maleis.
Afrikaners · Anglo-Afrikanen · Aziaten (Chinezen en Indiërs) · Basotho · Griekwa · Kaap-Maleiers · Kleurlingen · Khoisan · Pedi · Tsonga · Swazi · Tswana · Venda · Xhosa · Zoeloes · Zuid-Ndebele